# Jan Marian Kaczmarek
Pour les articles homonymes, voir Kaczmarek.
Jan Marian Kaczmarek, 2 février 1920 à Pabianice en Pologne et mort le 18 octobre 2011 au Chesnay, est un homme d’État et scientifique polonais. Ancien recteur de École polytechnique de Cracovie, ancien ministre des Sciences, de l’Enseignement supérieur et de la technologie et grand Officier de la Légion d’honneur française, il a largement contribué au rayonnement de la science polonaise dans le monde. Spécialiste de la couche supérieure de métaux, il est également l’auteur de solutions techniques et de brevets reconnus.

## Biographie

### Jusqu’en 1945
Jan Kaczmarek naît le 2 février 1920 à Pabianice en Pologne. Il obtient une licence de pilote avant de commencer ses études supérieures à Varsovie en 1938. L’année suivante, en 1939, il participe en tant que pilote de la Polish Air Force à la défense du territoire national contre l’invasion allemande. Il est blessé au cours d’une attaque aérienne, puis soigné à l’hôpital militaire de Vilnius en Lituanie. Il rejoint alors la résistance lituanienne puis la résistance polonaise, au sein de laquelle il restera engagé jusqu’à la fin de la guerre. En 1945, il déménage à Cracovie pour reprendre ses études à l’Ecole des Mines (aujourd’hui l’AGH - Université des Sciences et de la Technologie). Parallèlement à ses études, il exerce en tant qu’assistant auprès du Professeur Witold Biernawski.

### À Cracovie
En 1948, Jan Kaczmarek obtient un Mastère en Ingénierie Mécanique et commence sa carrière dans l’industrie, à Cracovie. Tout en exerçant une activité professionnelle, il obtient son doctorat en sciences techniques en 1958 et est habilité à enseigner en 1962 ; il est nommé maître-assistant (1959) puis maître de conférences en 1962 et enfin professeur titulaire en 1969. Entre 1957 et 1968, il exerce la responsabilité de directeur de l’Institut technologique de Cracovie. Il assure le développement rapide de l’institution et renforce son rôle dans la mise au point de technologies nouvelles.

### À Varsovie
De 1965 à 1968, il est également Vice-Recteur puis Recteur de l’École Polytechnique de Cracovie. Parmi les nombreuses publications parues dans cette période, on peut citer les trois ouvrages suivants : « Principes du découpage mécanique » (1956 pour la version polonaise), « Principes du découpage » (1969 pour la version polonaise ; 1976 pour la version anglaise) et « Abrasion et Erosion » (1969 pour la version polonaise ; 1976 pour la version anglaise). De par leur caractère fondamental et innovant, ces livres sont depuis des années considérés comme des classiques de la recherche et de l’enseignement dans de nombreuses branches de la productique. Ces livres ont été lus par plus d’un demi-million de lecteurs. Les éditions anglaises gagnent rapidement une grande reconnaissance dans de nombreux pays, et, peu après leur publication, Jan Kaczmarek est invité à l’Académie Nationale d’Ingénierie américaine. En 1961, il devient membre du Collège International pour la Recherche en Productique, qu’il présidera en 1973 et 1974 et dont il recevra en 1990 le titre de membre honoraire en 1990. En 1965, il est élu membre correspondant de l’Académie Polonaise des Sciences.

### Fonctions politiques et publiques
En 1968, Jan Kaczmarek déménage à Varsovie. De 1969 à 1974, il est Président du Comité National pour le Progrès Technique, puis Ministre des Sciences, de l’Enseignement Supérieur et de la Technologie. Il encourage le développement de politiques visant à valoriser les résultats de la recherche et les inventions issues de l’industrie ; plusieurs programmes de recherches sont initiés durant cette période, et la coopération internationale est en partie rétablie. La Pologne commence à être perçue comme un pays au potentiel important dans le domaine des sciences et de l’enseignement supérieur, prenant ainsi une place importante en Europe. Pendant les neuf années qui suivent, Jan Kaczmarek est Secrétaire Scientifique de l’Académie Polonaise des Sciences. Durant cette période, de nombreux instituts de recherche de l’Académie obtiennent les plus hautes reconnaissances européennes. En 1981, Jan Kaczmarek se tourne à nouveau vers la recherche dans le domaine de l’ingénierie des structures de surface au sein de l’Institut de Recherche Technologique Fondamentale de l’Académie Polonaise des Sciences. Il contribue de manière directe et exceptionnelle au développement de ce domaine sous la forme d’ouvrages, d’articles et d’applications.
Les activités de recherche de Jan Kaczmarek ont toujours été étroitement liées à la science des mesures et à la technologie. Ainsi, le premier projet métrologique qu’il mène juste après avoir obtenu son diplôme est, à l’initiative du Professeur Stanislaw Ziemba, la mise au point d’un système de mesure des vibrations des machines-outils. Il continue à travailler sur les questions de mesures à l’Université de Technologie de Cracovie, à l’Institut de Découpe du Métal et, par la suite, à l’Institut de Recherche Technologique Fondamentale au sein de l’Académie Polonaise des Sciences. Dans ce domaine, il coopère avec de nombreux chercheurs, et notamment les professeurs Witold Biernawski, Andrzej Sadowski, Leszek Nawara et Bogdan Nowicki. Il s’intéresse particulièrement à la métrologie de la couche de surface et contribue ainsi – entre autres – à l’établissement de la première référence polonaise dans ce domaine. À la fin du XXe siècle, il propose d’appliquer la courbe symétrique pour un contact géométrique, en référence à l’analyse de la courbe Abbott-Firestone.

### Publications et reconnaissance internationale
Jan Kaczmarek a publié pas moins de 14 ouvrages et manuels scientifiques, 11 brevets, près de 200 articles de recherche et plus de 230 articles à destination du grand public. Parmi ses anciens élèves et collègues, on compte 30 doctorants dont 8 sont devenus professeurs. Il a également dirigé plusieurs dizaines de thèses.
Jan Kaczmarek est l’auteur de solutions techniques et de brevets hautement reconnus, en particulier dans le domaine de la production, la formation, la découpe, l’érosion et l’implantation d’éléments de machines. Il est l’un des fondateurs de l’Académie Polonaise d’Ingénierie (1992), institution qui peut être comparée à l’Académie Nationale d’Ingénierie américaine. Il en assure les fonctions de Vice-Président de 1994 à 1999 et de membre honoraire depuis 1998.
La reconnaissance internationale des travaux de Jan Kaczmarek est confirmée par les hauts postes qu’il occupe au sein d’organisations internationales scientifiques et d’ingénierie ainsi que par les nombreuses récompenses et distinctions qui lui sont remises. Il est ainsi nommé docteur honoris causa de l’Université Technique d’État Bauman de Moscou (1973), de l’Université Technologique de Chemnitz (1974), de l’Université Technologique de Poznań (2001) et de l’Université Technologique de Koszalin (2003). Il est également élevé par le Président de la République française Georges Pompidou à la dignité de Grand Officier de la Légion d’Honneur et reçoit le plus haut grade des Palmes académiques. En Pologne, il est décoré de la Croix Restituta et élevé au grade de Commandeur et titulaire de nombreuses médailles civiles et militaires, telles que la médaille du Mérite, la médaille de Copernic et une Récompense de la Commission Nationale polonaise.
Il est aussi membre d’un grand nombre d’institutions internationales, telles que l’Académie d’Ingénierie des États-Unis (1977) dont il est le seul membre polonais, l’Académie des Sciences de Bulgarie (1978), l’Académie Royale des Sciences, des Lettres et des Beaux-Arts de Belgique (1978) et l’Académie des Sciences et des Arts d’Europe Centrale (1998) ; il est membre honoraire de l’Institut International de l’Analyse des Systèmes Appliqués d’Autriche (2000). Enfin, il était jusqu’en 2011 président du conseil de surveillance de la principale maison d’édition scientifique polonaise, Sigma-NOT,
Jan Kaczmarek est le fondateur de plusieurs écoles scientifiques d’importance mondiale. Il a fait créer une station scientifique polonaise en Antarctique, faisant de la Pologne le 13e membre du Comité Scientifique pour la Recherche Antarctique. Il a obtenu, en collaboration avec la Fondation Scientifique américaine, la création du Fonds américano-polonais « Marie Skodoska-Curie » pour le financement de la recherche. En tant que dirigeant du Comité des sciences et de la technique et de l’Académie des Sciences de Pologne, il a créé un réseau d’antennes scientifiques de l’Académie des Sciences en France et en Angleterre.
Par l’ensemble des responsabilités qu’il a exercées et des actions qu’il a conduites en plus de soixante ans, Jan Kaczmarek a donc largement contribué au rayonnement de la science polonaise dans le monde.
Jan Kaczmarek est marié à Olga ; il a deux enfants, Elzbieta et Andrzej, quatre petits-enfants et quatre arrière-petits-enfants.

## Distinctions et Honneurs

### Honoris causa
- Chemnitz University of Technology, Germany (1973) [3]
- Université technique d'État de Moscou-Bauman, Russia (1974) [4]
- Poznan University of Technology (en), Poland (2001) [5]
- Koszalin University of Technology (en), Poland (2003) [6]
- Honorary Scholar - International Institute for Applied Systems Analysis, IIASA, Luxemburg (1993)

### Médailles d'académie
- Officier, Médaille d'Or, Ordre des Palmes Académiques, France (1971)
- Ordre de Marin Drinov, Académie bulgare des sciences, Bulgarie (1969)
- Medail de M. Copernic, Académie polonaise des sciences, Pologne (1977)

### Médailles d'État
- Grand Officier de la Légion d'honneur, France (1972)
- Ordre Polonia Restituta, Pologne
  - Croix de Commandeur (1974)
  - Croix d'Officier (1962)
  - Croix de Chevalier

### Membres de l'Académie
Etrangers

- Académie nationale d'ingénierie américaine, États-Unis, associé étranger depuis 1977 (en) « National Academy of Engineering »
- Académie royale des sciences, des lettres et des beaux-arts de Belgique (BRASLA), associé étranger depuis 1978
- Académie bulgare des sciences, associé étranger depuis 1977
- Central European Academy of Science and Arts (CEASA), membre depuis 1998
- International Institution for Production Engineering Research (CIRP), Paris: membre en 1961-90, associé étranger depuis 1990; vice-président et président 1972-75, membre de Senat „for life” depuis 1976 [7]
- Groupement pour l’Avancement de la Mécanique Industrielle (GAMI), France, membre honoraire depuis 1979.

Polonais

- Académie polonaise des arts et sciences (PAU), depuis 1989 [8]
- Akademia Inżynierska w Polsce: member 1992-98, vice-président 1994-98, membre honoraire depuis 1998.
- Polish Society of Mechanical Engineers and Technicians (pl) : membre depuis 1949; vice-président 1961-63, Président 1980-87, membre honoraire depuis 1978, Président honoraire depuis 1998.
- Polish Federation of engineering associations - NOT (pl): vice-président 1972-74, Le président du conseil 1975-78; conseil vice-président 1980-84, président 1984-90.
- SIGMA-NOT publishing house (pl), le Président du conseil depuis 1992.

### Citoyen d'honneur
- Pabianice, Pologne [9]